# 潘峰
潘峰（1915年—1994年），中国人民解放军将领、中国人民解放军开国少将。
曾任中国人民解放军防空军干部部部长。1955年，授予中国人民解放军少将。